# يوليوس فيكتور كاروس
يوليوس فيكتور كاروس (و. 1823 – 1903 م) هو عالم حيواني، وعالم حشرات، وأستاذ جامعي، ومترجم ألماني، ولد في لايبزيغ، كان عضوًا في أكاديمية ساكسون للعلوم (منذ 23 يوليو 1898)، والأكاديمية الألمانية للعلوم ليوبولدينا، توفي في لايبزيغ، عن عمر يناهز 80 عاماً.